# Tippeligaen de 1994
A Tippeligaen de 1994 contou com a participação de doze equipes, as quais jogavam todas contra todas, sendo que a equipe que acumulasse mais pontos sagraria-se campeã. No total, cada equipe disputou 22 jogos. Cada empate valia um ponto ganho e cada vitória, três. Os dois últimos colocados são automaticamente despromovidos para a segunda divisão, disputando esta em 1995. 
O campeão do torneio foi o Rosenborg e o artilheiro foi Harald Martin Brattbakk.

## Classificação final
| Pos | Equipe          | J  | V  | E | D  | GM | GS  | Pts |
| --- | --------------- | -- | -- | - | -- | -- | --- | --- |
| 1   | Rosenborg       | 22 | 15 | 4 | 3  | 70 | -23 | 49  |
| 2   | Lillestrøm      | 22 | 12 | 5 | 5  | 42 | -23 | 41  |
| 3   | Viking          | 22 | 11 | 6 | 5  | 41 | -26 | 39  |
| 4   | Start           | 22 | 9  | 8 | 5  | 42 | -22 | 35  |
| 5   | Kongsvinger     | 22 | 11 | 2 | 9  | 38 | -35 | 35  |
| 6   | Brann           | 22 | 9  | 4 | 9  | 38 | -46 | 31  |
| 7   | Tromsø          | 22 | 7  | 7 | 8  | 22 | -28 | 28  |
| 8   | Hamarkameratene | 22 | 7  | 5 | 10 | 34 | -46 | 26  |
| 9   | Vålerenga       | 22 | 5  | 7 | 10 | 32 | -40 | 22  |
| 10  | Bodø/Glimt      | 22 | 5  | 7 | 10 | 30 | -46 | 22  |
| 11  | Sogndal         | 22 | 6  | 4 | 12 | 19 | -40 | 22  |
| 12  | Strømsgodset    | 22 | 4  | 3 | 15 | 22 | -55 | 15  |